# Albergaria da Serra

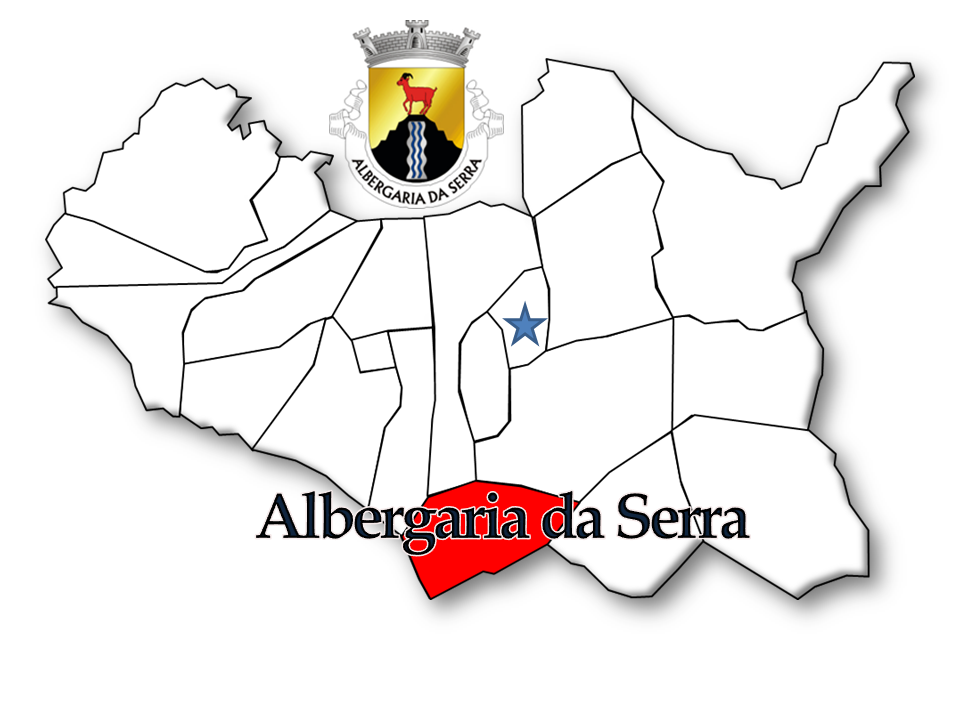
Localização no Município de Arouca

Albergaria da Serra (antiga Albergaria das Cabras) é uma povoação portuguesa do Município de Arouca que foi sede da extinta Freguesia de Albergaria da Serra, freguesia que tinha 11,93 km² de área e 105 habitantes (2011), e, por isso, uma densidade populacional de 8,8 hab/km².
A Freguesia de Albergaria da Serra foi extinta (agregada), em 2013, no âmbito de uma reforma administrativa nacional, tendo sido agregada à Freguesia de Cabreiros, para formar uma nova freguesia denominada União das Freguesias de Cabreiros e Albergaria da Serra.
Ali ficam as quedas de água da Frecha da Mizarela, no rio Caima, uma das quedas de água mais altas da Europa.

## População
| População da freguesia de Albergaria da Serra | População da freguesia de Albergaria da Serra | População da freguesia de Albergaria da Serra | População da freguesia de Albergaria da Serra | População da freguesia de Albergaria da Serra | População da freguesia de Albergaria da Serra | População da freguesia de Albergaria da Serra | População da freguesia de Albergaria da Serra | População da freguesia de Albergaria da Serra | População da freguesia de Albergaria da Serra | População da freguesia de Albergaria da Serra | População da freguesia de Albergaria da Serra | População da freguesia de Albergaria da Serra | População da freguesia de Albergaria da Serra | População da freguesia de Albergaria da Serra |
| --------------------------------------------- | --------------------------------------------- | --------------------------------------------- | --------------------------------------------- | --------------------------------------------- | --------------------------------------------- | --------------------------------------------- | --------------------------------------------- | --------------------------------------------- | --------------------------------------------- | --------------------------------------------- | --------------------------------------------- | --------------------------------------------- | --------------------------------------------- | --------------------------------------------- |
| 1864                                          | 1878                                          | 1890                                          | 1900                                          | 1911                                          | 1920                                          | 1930                                          | 1940                                          | 1950                                          | 1960                                          | 1970                                          | 1981                                          | 1991                                          | 2001                                          | 2011                                          |
| 168                                           | 165                                           | 201                                           | 230                                           |                                               |                                               |                                               | 248                                           | 222                                           | 253                                           | 218                                           | 209                                           | 181                                           | 140                                           | 105                                           |

Aparece designada por Albergaria das Cabras nos censos de 1864 a 1970. Em 1911, 1920 e 1930 estava anexada à freguesia de Burgo. Pelo decreto-lei nº 27.424, de 31/12/1936 voltou a constituir uma freguesia autónoma. (Fonte: INE)
| Distribuição da População por Grupos Etários | Distribuição da População por Grupos Etários | Distribuição da População por Grupos Etários | Distribuição da População por Grupos Etários | Distribuição da População por Grupos Etários | Distribuição da População por Grupos Etários | Distribuição da População por Grupos Etários | Distribuição da População por Grupos Etários | Distribuição da População por Grupos Etários | Distribuição da População por Grupos Etários |
| -------------------------------------------- | -------------------------------------------- | -------------------------------------------- | -------------------------------------------- | -------------------------------------------- | -------------------------------------------- | -------------------------------------------- | -------------------------------------------- | -------------------------------------------- | -------------------------------------------- |
| Ano                                          | 0-14 Anos                                    | 15-24 Anos                                   | 25-64 Anos                                   | < 65 Anos                                    |                                              | 0-14 Anos                                    | 015-24 Anos                                  | 25-64 Anos                                   | < 65 Anos                                    |
| 2001                                         | 16                                           | 18                                           | 63                                           | 43                                           |                                              | 11,4%                                        | 12,9%                                        | 45,0%                                        | 30,7%                                        |
| 2011                                         | 10                                           | 7                                            | 53                                           | 35                                           |                                              | 9,5%                                         | 6,7%                                         | 50,5%                                        | 33,3%                                        |

## Património
- Dólmen da Portela de Antas
- Túmulo romano
- Miradouro da serra da Freita
- Pedras parideiras
- Cemitério e lápide